# Mount Bruce
Bruce, Punurrunha – szczyt położony w górach Hamersley, drugi co do wysokości szczyt Australii Zachodniej (po Mount Meharry). Wysokość: 1235 metrów n.p.m.